# Kościół w Lesie
Kościół w Lesie (niem. Kirche im Walde) – zabytkowy, neogotycki kościół ewangelicki, zlokalizowany w nadbałtyckim kurorcie Heringsdorf na wyspie Uznam w Meklemburgii-Pomorzu Przednim. Siedziba parafii Heringsdorf-Bansin.  
Świątynia została zaprojektowana przez królewskiego, dworskiego architekta Ludwiga Persiusa, związanego ze szkołą Karla Friedricha Schinkla i wybudowana w 1848. Obiekt wzniesiono z czerwonej cegły. Posiada wysoką na ponad 30 metrów wieżę, krytą spiczastym hełmem i charakterystyczną, otwartą część arkadową przed wejściem (podcienia), zawierającą drewniane, stylowe ławki (partia ta przypomina inne dzieła Persiusa z Poczdamu). Część ta pochodzi z 1914. Za zmianę wystroju malarskiego w tym samym roku odpowiadał berliński malarz Ottokar Schmieder. W 1969 przywrócono oryginalny wystrój wnętrza z 1848.
Z wyposażenia na uwagę zasługują organy z 1851, remontowane w 1914 i 1956, wyprodukowane w szczecińskiej firmie Kaltschmidt. Dzwon pochodzi z 1990 (firma Franz Schilling z Apoldy). Witraże ze scenami biblijnymi stworzyła szczecińska pracownia doktora Badstübnera (1914).
Kościół znajduje się blisko centrum Heringsdorfu, ale mimo to w lesie, na wysokim wzniesieniu, co sprawia wrażenie górskiej dzikości. 

## Galeria

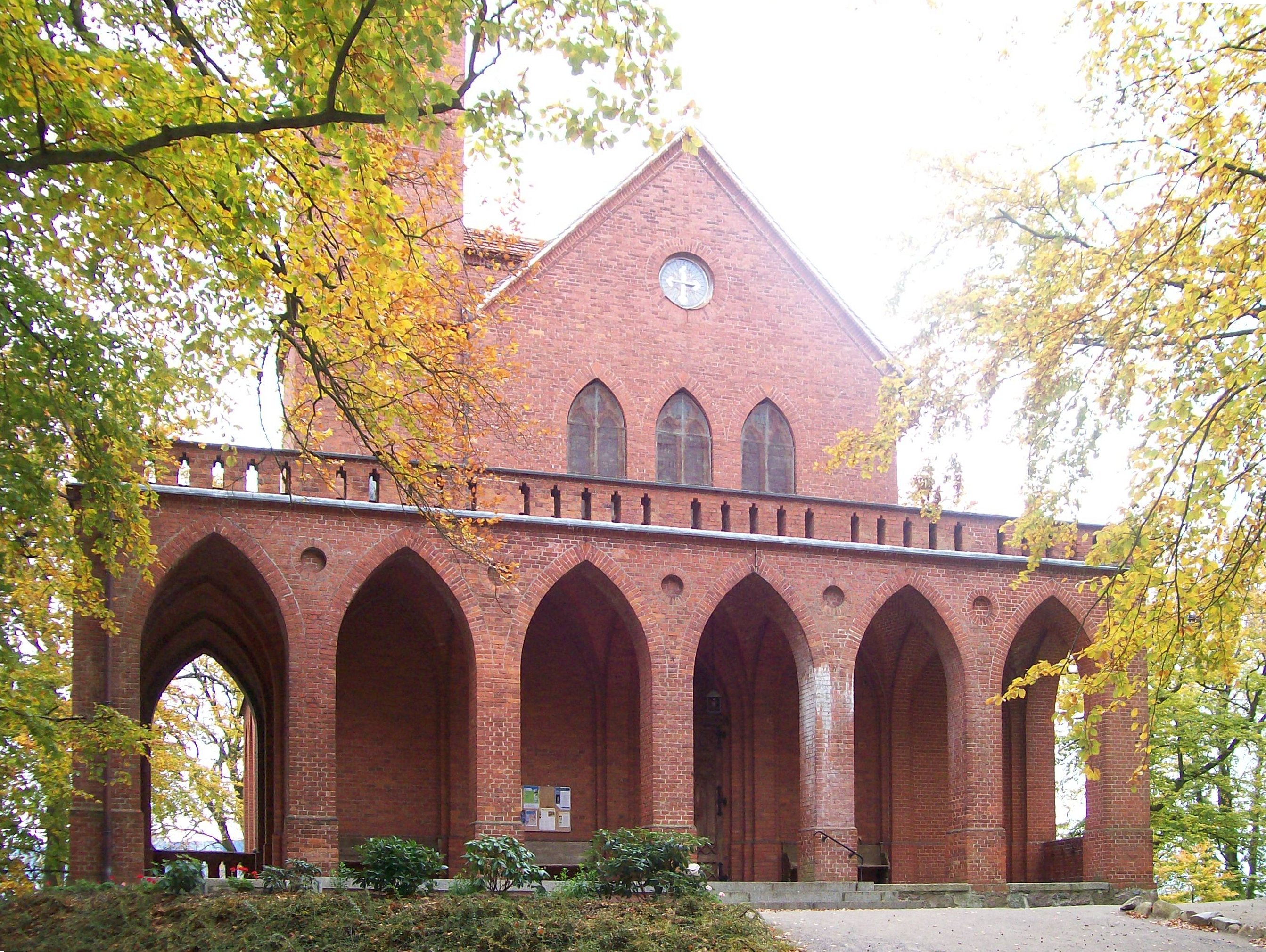
Podcienia
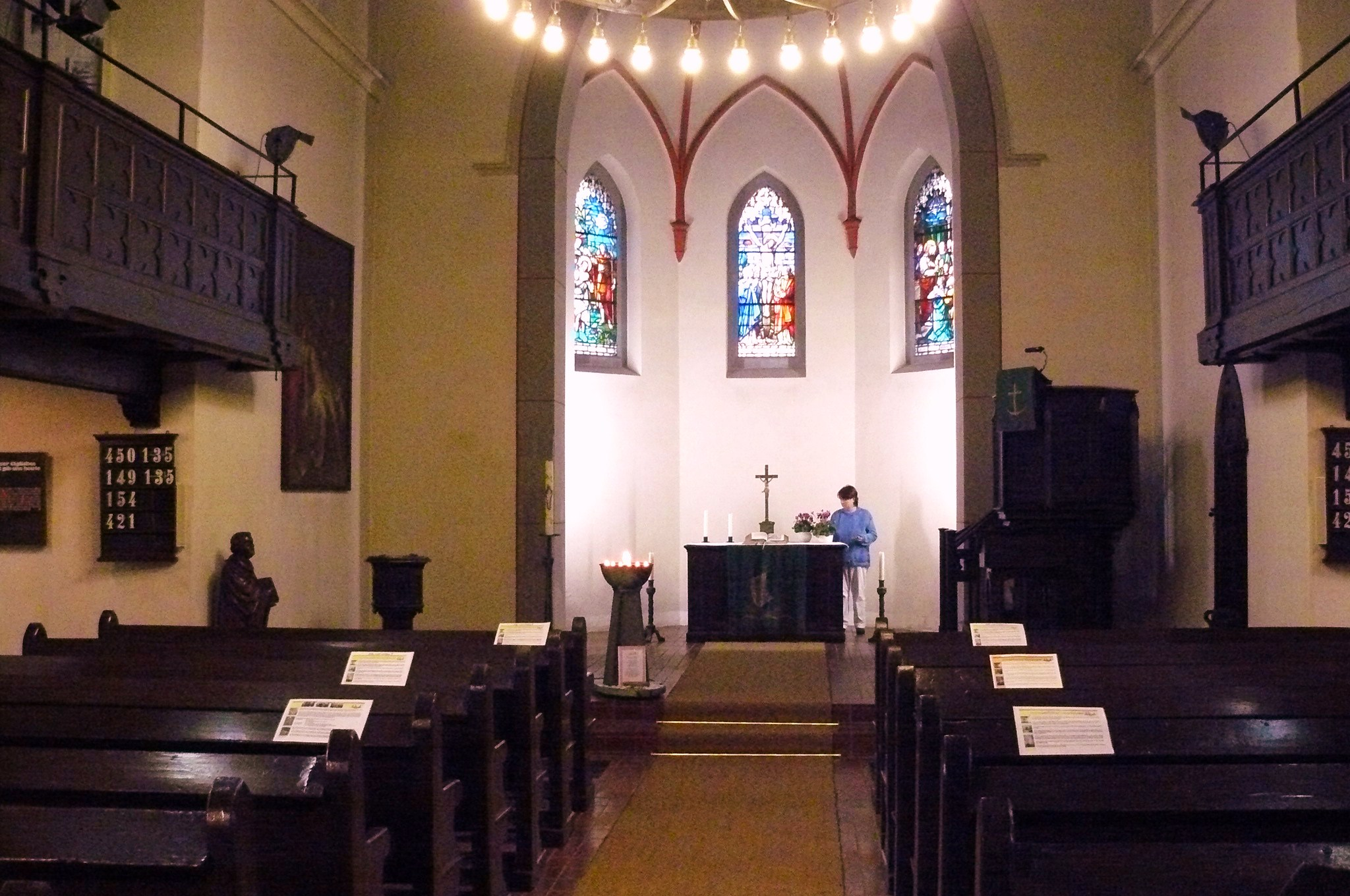
Wnętrze, ołtarz